# Umeå Hardcore
Umeå Hardcore är främst ett begrepp som använts sedan tidigt 1990-tal för scenen runt hardcore-/punkmusik i Umeå, Västerbotten. Det har även använts av skivbolaget Umeå Hardcore Records och Kulturföreningen Umeå Hardcore. 
Under tidigt 1990-tal blev musikgenren populär i samband med subkulturen Straight Edges framväxt och den våg av veganism som började ta fart i staden. Band som Refused, Abhinanda, Saidiwas och Doughnuts var populära och ungdomshuset Galaxen fick en betydande roll för rörelsens tillväxt under 1990-talet. Detta var inte ett fenomen som var specifikt för Umeå under denna tidpunkt då även andra städer, bland annat Linköping, Skellefteå, Luleå, Borås, Vänersborg hade en stora punkscener, men Umeå blev ett centrum för detta och blev något av en världsmetropol inom Hardcore-scenen och Straight Edge-rörelsen med många stora band. Uppmärksamhet drogs till Umeå i samband med ett brandattentat mot charkuteriföretaget Scan och bränder i lokala korvkiosker. Militant veganism hade börjat få ett starkt fäste inom hardcore-scenen och musiker samt framträdande personer inom rörelsen blev inbjudna till TV-debatter för att diskutera. Umeås straight edge-scen hade sitt eget skivbolag: Desperate Fight Records.
Scenen utvecklades sedan till idag, med anmärkningsvärda undergroundband i Europa.

## Kulturföreningen Umeå Hardcore
KF Umeå Hardcore (2002-2006) var en förening som arrangerade punk-/hardcore-spelningar i Umeå. Den arrangerade även musikfestivalen Punkfesten under flera år.

## Hardcore- & punkmusik idag i Umeå
I dag är fortfarande flera personer från 1990-talets scen kvar inom rörelsen på olika sätt. Bland annat driver Dennis Lyxzén, som var en av de mest framträdande personerna och även medlem i band som Refused, The (International) Noise Conspiracy och Final Exit, skivbolaget Ny våg Records och klubben Ny Våg som inriktar sig på punkmusik, ofta med retrokänsla. 2014 återförenades Refused och de har släppt ett antal skivor sedan dess. 
Efter en nedgång under tidigt 2000-tal levde scenen upp igen under andra halvan av årtiondet då lokaler som [Verket] och Charlies kunde börja användas som konsertlokaler och mötesplatser.
Idag finns även fortfarande ett stort antal aktiva band inom genren som turnerar både i Skandinavien, Europa och andra kontinenter samt släpper skivor på både CD och vinyl. Några av dessa är The Vectors, (A)uktion, Misantropic, UX Vileheads och The Rats.